# Labastide-du-Haut-Mont
Pour les articles homonymes, voir Labastide.
Labastide-du-Haut-Mont est une commune française, située dans le nord-est du département du Lot en région Occitanie.
Elle est également dans le Ségala lotois, une région naturelle constituant la frange occidentale de la Châtaigneraie, constituant le parent lotois du Ségala aveyronnais et tarnais.
Exposée à un climat de montagne, elle est drainée par le Veyre, le Cayla, le Tolerme, l'Ombre et par divers autres petits cours d'eau. Incluse dans le bassin de la Dordogne, la commune possède un patrimoine naturel remarquable composé de cinq zones naturelles d'intérêt écologique, faunistique et floristique.
Labastide-du-Haut-Mont est une commune rurale qui compte 44 habitants en 2022, après avoir connu un pic de population de 254 habitants en 1851.  Elle fait partie de l'aire d'attraction d'Aurillac. Ses habitants sont appelés les Haut-Montois ou  Haut-Montoises.

## Géographie
La commune se trouve sur le méridien de Paris (arc Dunkerque-Paris-Barcelone parcouru par Delambre et Méchain de 1792 à 1799 pour l'établissement du système métrique). Une borne d'une certaine importance située derrière les installations de TDF évoque le passage du méridien. Le point culminant du département du Lot (département) se situe sur cette commune.

### Hydrographie
Le Ruisseau d'Escalmels, le Ruisseau du Fabre et le Ruisseau de Moncontié sont les principaux cours d'eau y prenant leur source et traversant la commune.

### Communes limitrophes
La commune est limitrophe du département du Cantal.
Les communes limitrophes sont  Bessonies, Latronquière, Lauresses, Parlan, Saint-Hilaire, Saint-Saury, Sousceyrac-en-Quercy et Sénaillac-Latronquière.
| Sénaillac-Latronquière | Sousceyrac-en-Quercy   | Saint-Saury (Cantal) |
| Latronquière           | Labastide-du-Haut-Mont | Parlan (Cantal)      |
| Lauresses              | Saint-Hilaire          | Bessonies            |

### Climat
Pour des articles plus généraux, voir Climat de l'Occitanie et Climat du Lot.
En 2010, le climat de la commune est de type climat de montagne, selon une étude s'appuyant sur une série de données couvrant la période 1971-2000. En 2020, Météo-France publie une typologie des climats de la France métropolitaine dans laquelle la commune est exposée à un climat de montagne ou de marges de montagne et est dans la région climatique Ouest et nord-ouest du Massif Central, caractérisée par une pluviométrie annuelle de 900 à 1 500 mm, maximale en automne et en hiver.
Pour la période 1971-2000, la température annuelle moyenne est de 10,1 °C, avec une amplitude thermique annuelle de 14,7 °C. Le cumul annuel moyen de précipitations est de 1 381 mm, avec 13,4 jours de précipitations en janvier et 7,9 jours en juillet. Pour la période 1991-2020, la température moyenne annuelle observée sur la station météorologique la plus proche, située sur la commune de Latronquière à 5 km à vol d'oiseau, est de 11,0 °C et le cumul annuel moyen de précipitations est de 1 361,3 mm,. Pour l'avenir, les paramètres climatiques de la commune estimés pour 2050 selon différents scénarios d’émission de gaz à effet de serre sont consultables sur un site dédié publié par Météo-France en novembre 2022.

### Milieux naturels et biodiversité

#### Espaces protégés
La protection réglementaire est le mode d’intervention le plus fort pour préserver des espaces naturels remarquables et leur biodiversité associée,.
La commune fait partie de la zone de transition du bassin de la Dordogne, un territoire d'une superficie de 1 880 258 ha reconnu réserve de biosphère par l'UNESCO en juillet 2012,.

#### Zones naturelles d'intérêt écologique, faunistique et floristique
L’inventaire des zones naturelles d'intérêt écologique, faunistique et floristique (ZNIEFF) a pour objectif de réaliser une couverture des zones les plus intéressantes sur le plan écologique, essentiellement dans la perspective d’améliorer la connaissance du patrimoine naturel national et de fournir aux différents décideurs un outil d’aide à la prise en compte de l’environnement dans l’aménagement du territoire.
Trois ZNIEFF de type 1 sont recensées sur la commune :
- la « vallée du Cayla, bois du Grand Communal et de la Luzette » (902 ha), couvrant 7 communes dont une dans le Cantal et six dans le Lot[13] ;
- les « zones humides de la vallée d'Embordes, de la basse vallée du Sargaliol et de la haute vallée du Veyre » (38 ha), couvrant 3 communes dont une dans le Cantal et deux dans le Lot[14],
- les « zones humides des ruisseaux de l´Ombre et de Veyrole » (74 ha), couvrant 3 communes du département[15] ;

et deux ZNIEFF de type 2, : 
- le « bassin de la Bave » (8 075 ha), couvrant 22 communes dont une dans le Cantal et 21 dans le Lot[16] ;
- le « Ségala lotois : bassin versant du Célé » (12 535 ha), couvrant 28 communes dont six dans le Cantal et 22 dans le Lot[17].

Carte des ZNIEFF de type 1 et 2 à Labastide-du-Haut-Mont.
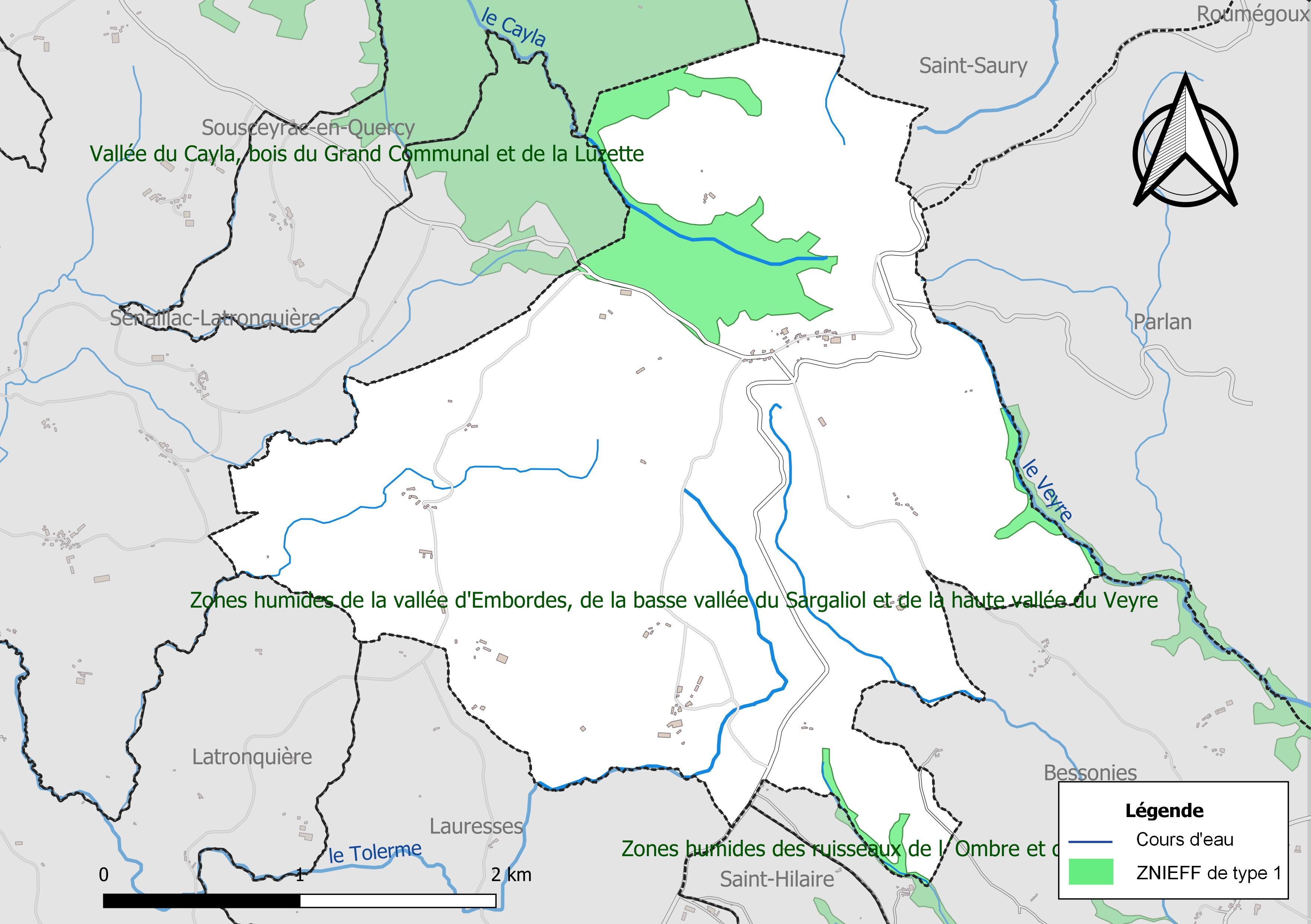
Carte des ZNIEFF de type 1 sur la commune.
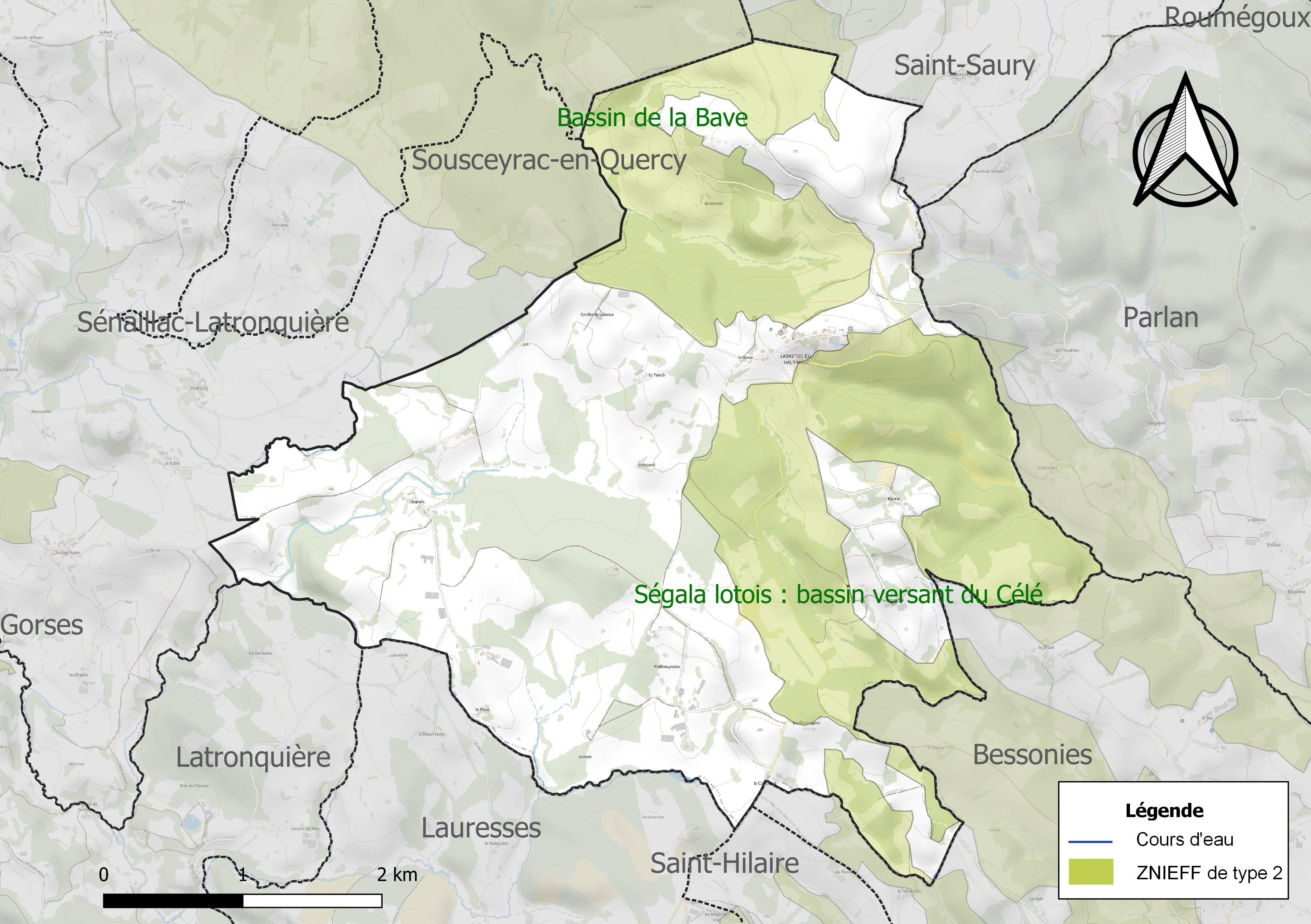
Carte des ZNIEFF de type 2 sur la commune.

## Urbanisme

### Typologie
Au 1er janvier 2024, Labastide-du-Haut-Mont est catégorisée commune rurale à habitat très dispersé, selon la nouvelle grille communale de densité à sept niveaux définie par l'Insee en 2022.
Elle est située hors unité urbaine. Par ailleurs la commune fait partie de l'aire d'attraction d'Aurillac, dont elle est une commune de la couronne,. Cette aire, qui regroupe 85 communes, est catégorisée dans les aires de 50 000 à moins de 200 000 habitants,.

### Occupation des sols
L'occupation des sols de la commune, telle qu'elle ressort de la base de données européenne d’occupation biophysique des sols Corine Land Cover (CLC), est marquée par l'importance des territoires agricoles (65,4 % en 2018), en augmentation par rapport à 1990 (58,7 %). La répartition détaillée en 2018 est la suivante : 
prairies (61,7 %), forêts (34,6 %), zones agricoles hétérogènes (3,6 %). L'évolution de l’occupation des sols de la commune et de ses infrastructures peut être observée sur les différentes représentations cartographiques du territoire : la carte de Cassini (XVIIIe siècle), la carte d'état-major (1820-1866) et les cartes ou photos aériennes de l'IGN pour la période actuelle (1950 à aujourd'hui).

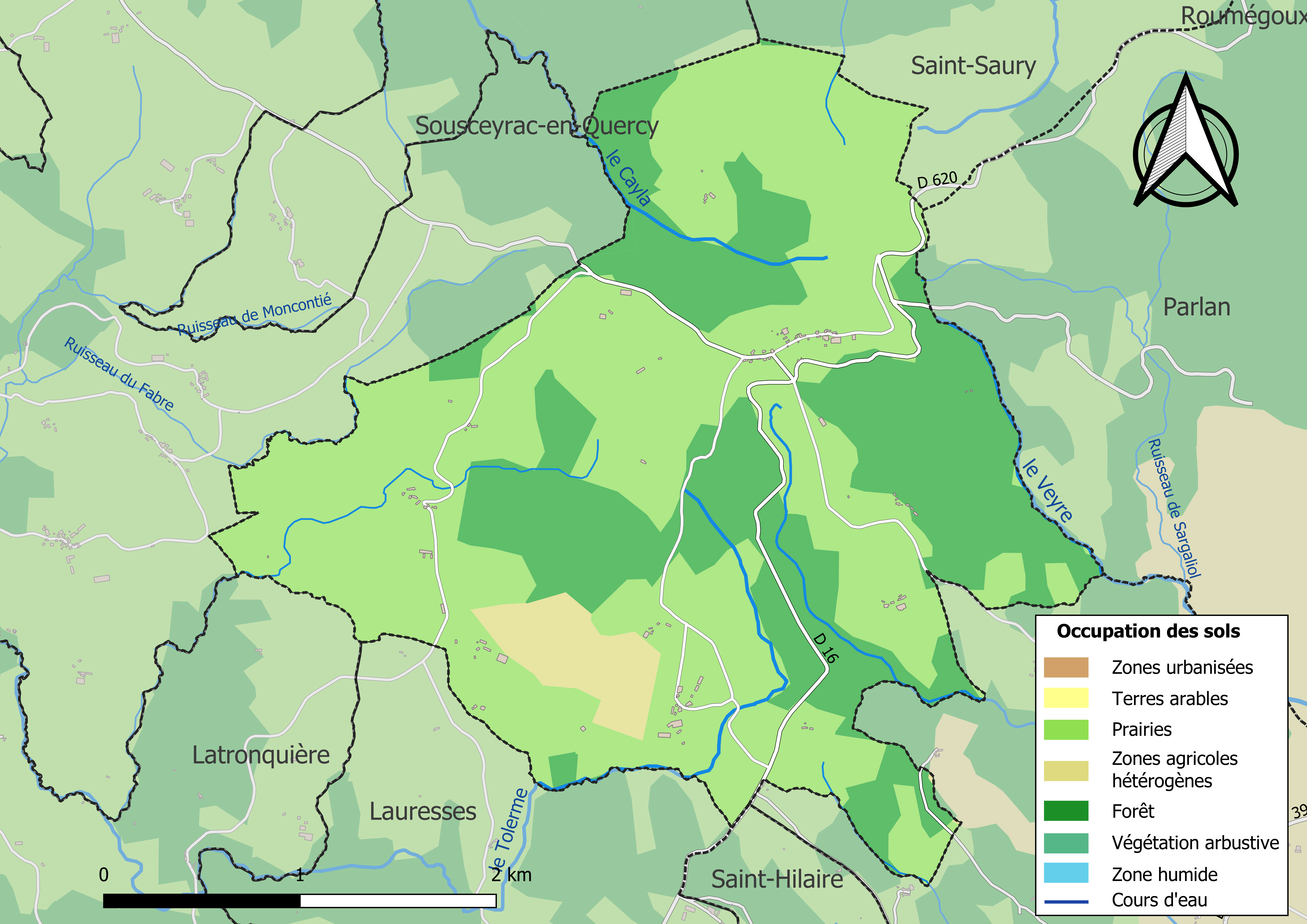
Carte des infrastructures et de l'occupation des sols de la commune en 2018 (CLC).

### Risques majeurs
Le territoire de la commune de Labastide-du-Haut-Mont est vulnérable à différents aléas naturels : météorologiques (tempête, orage, neige, grand froid, canicule ou sécheresse), feux de forêts, mouvements de terrains et séisme (sismicité très faible). Il est également exposé à un risque particulier : le risque de radon. Un site publié par le BRGM permet d'évaluer simplement et rapidement les risques d'un bien localisé soit par son adresse soit par le numéro de sa parcelle.

#### Risques naturels
Labastide-du-Haut-Mont est exposée au risque de feu de forêt. Un plan départemental de protection des forêts contre les incendies a été approuvé par arrêté préfectoral le 30 novembre 2015 pour la période 2015-2025. Les propriétaires doivent ainsi couper les broussailles, les arbustes et les branches basses sur une profondeur de 50 mètres, aux abords des constructions, chantiers, travaux et installations de toute nature, situées à moins de 200 mètres de terrains en nature
de bois, forêts, plantations, reboisements, landes ou friches. Le brûlage des déchets issus de l’entretien des parcs et jardins des ménages et des collectivités est interdit. L’écobuage est également interdit, ainsi que les feux de type méchouis et barbecues, à l’exception de ceux prévus dans des installations fixes (non situées sous couvert d'arbres) constituant une dépendance d'habitation.

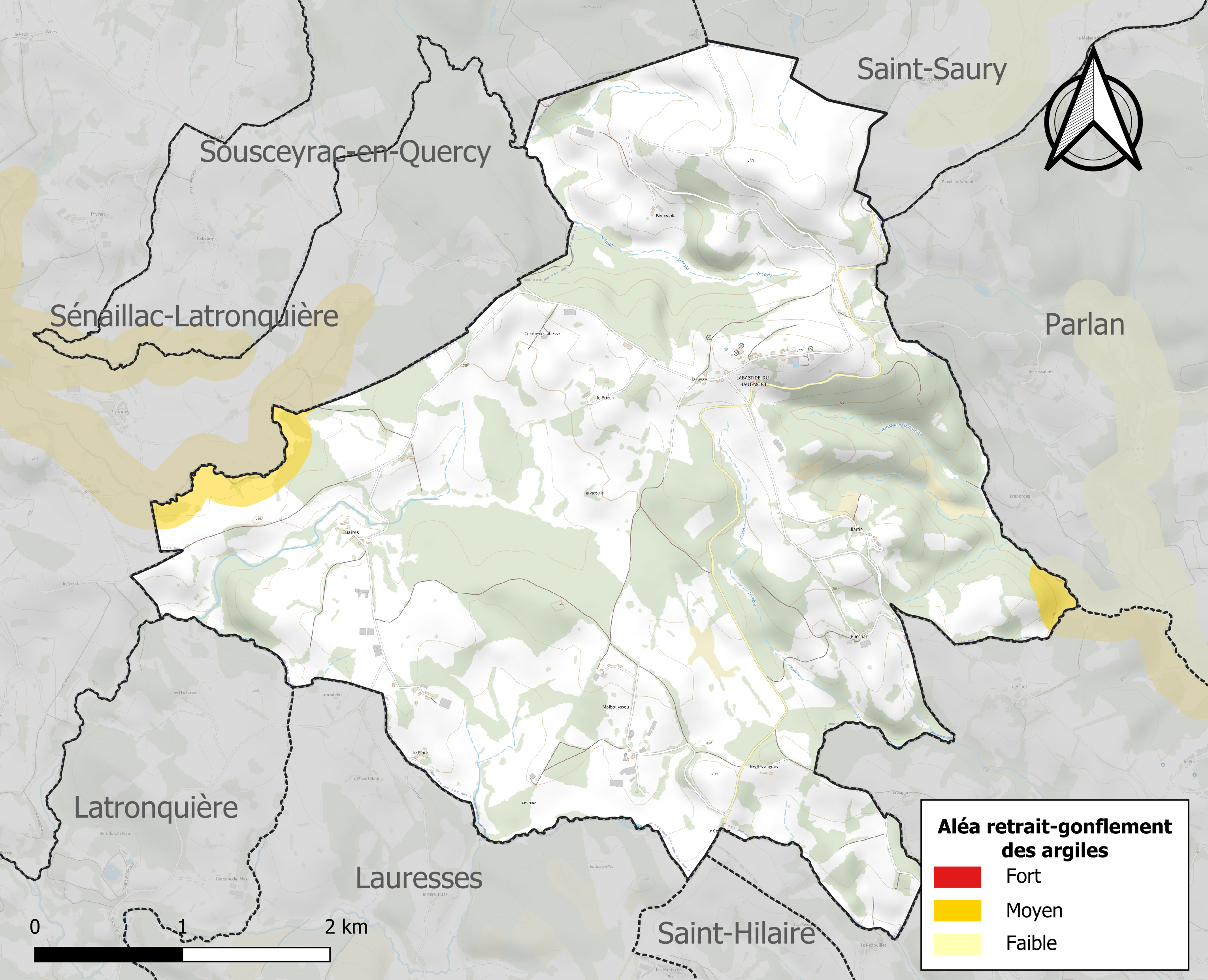
Carte des zones d'aléa retrait-gonflement des sols argileux de Labastide-du-Haut-Mont.

Les mouvements de terrains susceptibles de se produire sur la commune sont des éboulements, chutes de pierres et de blocs.
Le retrait-gonflement des sols argileux est susceptible d'engendrer des dommages importants aux bâtiments en cas d’alternance de périodes de sécheresse et de pluie. 1,8 % de la superficie communale est en aléa moyen ou fort (67,7 % au niveau départemental et 48,5 % au niveau national). Sur les 41 bâtiments dénombrés sur la commune en 2019, 0 sont en aléa moyen ou fort, soit 0 %, à comparer aux 72 % au niveau départemental et 54 % au niveau national. Une cartographie de l'exposition du territoire national au retrait gonflement des sols argileux est disponible sur le site du BRGM,.
Par ailleurs, afin de mieux appréhender le risque d’affaissement de terrain, l'inventaire national des cavités souterraines permet de localiser celles situées sur la commune.
La commune a été reconnue en état de catastrophe naturelle au titre des dommages causés par les inondations et coulées de boue survenues en 1982 et 1999. Concernant les mouvements de terrains, la commune a été reconnue en état de catastrophe naturelle au titre des dommages causés par des mouvements de terrain en 1999.

#### Risque particulier
Dans plusieurs parties du territoire national, le radon, accumulé dans certains logements ou autres locaux, peut constituer une source significative d’exposition de la population aux rayonnements ionisants. Certaines communes du département sont concernées par le risque radon à un niveau plus ou moins élevé. Selon la classification de 2018, la commune de Labastide-du-Haut-Mont est classée en zone 3, à savoir zone à potentiel radon significatif.

## Toponymie
Le toponyme Labastide-du-Haut-Mont est issu de l'occitan bastida et désigne un village fortifié, doté de franchises en 1267.

## Histoire
Lors de la Seconde Guerre mondiale, le territoire de Labastide-du-Haut-Mont abritait un important maquis de Résistance. C'était une zone importante de parachutages clandestins, tant en armes qu'en hommes.

## Politique et administration
| Période                                  | Période  | Identité          | Étiquette | Qualité |
| ---------------------------------------- | -------- | ----------------- | --------- | ------- |
| 1790                                     | 1792     | Géraud Mariel     |           |         |
| 1792                                     | 1793     | Henri Guiraudie   |           |         |
| 1793                                     | 1797     | Géraud Laubies    |           |         |
| 1798                                     | 1815     | Pierre Bro        |           |         |
| 1815                                     | 1831     | Joseph Boisset    |           |         |
| 1832                                     | 1834     | François Mariel   |           |         |
| 1835                                     | 1838     | Etienne Gazal     |           |         |
| 1838                                     | 1848     | Dominique Maziol  |           |         |
| 1848                                     | 1851     | Firmin Mariel     |           |         |
| 1852                                     | 1861     | Baptiste Bex      |           |         |
| 1861                                     | 1870     | Antoine Gazal     |           |         |
| 1870                                     | 1871     | Firmin Mariel     |           |         |
| 1871                                     | 1873     | Lourdes           |           |         |
| 1874                                     | 1878     | Antoine Gazal     |           |         |
| 1879                                     | 1884     | Firmin Mariel     |           |         |
| 1884                                     | 1888     | Antoine Gazal     |           |         |
| 1888                                     | 1908     | Firmin Mariel     |           |         |
| 1908                                     |          | Albert Lavergne   |           |         |
| 2001                                     | 2008     | Louis Gardes      |           |         |
| 2008                                     | 2020     | Dominique Canal   |           |         |
| 2020                                     | En cours | Sandrine Gavoille |           |         |
| Les données manquantes sont à compléter. |          |                   |           |         |

## Démographie

### Évolution démographique
L'évolution du nombre d'habitants est connue à travers les recensements de la population effectués dans la commune depuis 1793. Pour les communes de moins de 10 000 habitants, une enquête de recensement portant sur toute la population est réalisée tous les cinq ans, les populations de référence des années intermédiaires étant quant à elles estimées par interpolation ou extrapolation. Pour la commune, le premier recensement exhaustif entrant dans le cadre du nouveau dispositif a été réalisé en 2006.

En 2022, la commune comptait 44 habitants, en évolution de −8,33 % par rapport à 2016 (Lot : +1,31 %, France hors Mayotte : +2,11 %).
| 1793 | 1800 | 1806 | 1821 | 1831 | 1836 | 1841 | 1846 | 1851 |
| ---- | ---- | ---- | ---- | ---- | ---- | ---- | ---- | ---- |
| 236  | 170  | 176  | 234  | 244  | 242  | 243  | 230  | 254  |

| 1856 | 1861 | 1866 | 1872 | 1876 | 1881 | 1886 | 1891 | 1896 |
| ---- | ---- | ---- | ---- | ---- | ---- | ---- | ---- | ---- |
| 239  | 247  | 219  | 231  | 246  | 232  | 222  | 227  | 203  |

| 1901 | 1906 | 1911 | 1921 | 1926 | 1931 | 1936 | 1946 | 1954 |
| ---- | ---- | ---- | ---- | ---- | ---- | ---- | ---- | ---- |
| 169  | 164  | 163  | 172  | 148  | 139  | 145  | 118  | 121  |

| 1962 | 1968 | 1975 | 1982 | 1990 | 1999 | 2006 | 2011 | 2016 |
| ---- | ---- | ---- | ---- | ---- | ---- | ---- | ---- | ---- |
| 99   | 109  | 89   | 91   | 70   | 62   | 44   | 47   | 48   |

| 2021 | 2022 | - | - | - | - | - | - | - |
| ---- | ---- | - | - | - | - | - | - | - |
| 46   | 44   | - | - | - | - | - | - | - |

### Pyramide des âges
La population de la commune est relativement âgée. Le taux de personnes d'un âge inférieur à 30 ans (16,6 %) est en effet inférieur au taux national (35,5 %) et au taux départemental (26,4 %). Le taux de personnes d'un âge supérieur à 60 ans (45,9 %) est supérieur au taux national (25,9 %) et au taux départemental (37,6 %).
Contrairement aux répartitions nationale et départementale, la population masculine de la commune est supérieure à la population féminine (57,1 % contre 48,4 % au niveau national et 48,6 % au niveau départemental).
La répartition de la population de la commune par tranches d'âge est, en 2018, la suivante :
- 57,1 % d’hommes (0 à 14 ans = 7,4 %, 15 à 29 ans = 11,1 %, 30 à 44 ans = 22,2 %, 45 à 59 ans = 18,5 %, plus de 60 ans = 40,7 %) ;
- 42,9 % de femmes (0 à 14 ans = 9,5 %, 15 à 29 ans = 4,8 %, 30 à 44 ans = 14,3 %, 45 à 59 ans = 19,0 %, plus de 60 ans = 52,4 %).

| Hommes | Classe d’âge | Femmes |
| ------ | ------------ | ------ |
| 0,0    | 90 ans ou +  | 4,8    |
| 11,1   | 75 à 89 ans  | 23,8   |
| 29,6   | 60 à 74 ans  | 23,8   |
| 18,5   | 45 à 59 ans  | 19,0   |
| 22,2   | 30 à 44 ans  | 14,3   |
| 11,1   | 15 à 29 ans  | 4,8    |
| 7,4    | 0 à 14 ans   | 9,5    |

| Hommes | Classe d’âge | Femmes |
| ------ | ------------ | ------ |
| 1,3    | 90 ans ou +  | 2,9    |
| 10,8   | 75 à 89 ans  | 13,6   |
| 23,3   | 60 à 74 ans  | 23,1   |
| 21,2   | 45 à 59 ans  | 20,9   |
| 15,2   | 30 à 44 ans  | 14,7   |
| 13,4   | 15 à 29 ans  | 11,3   |
| 14,8   | 0 à 14 ans   | 13,3   |

Au début du XXe siècle, Labastide-du-Haut-Mont comptait 164 habitants.

## Économie

### Emploi
|                | 2008  | 2013  | 2018  |
| -------------- | ----- | ----- | ----- |
| Commune        | 8,3 % | 0 %   | 3,4 % |
| Département    | 7,3 % | 8,9 % | 9,6 % |
| France entière | 8,3 % | 10 %  | 10 %  |

En 2018, la population âgée de 15 à 64 ans s'élève à 30 personnes, parmi lesquelles on compte 75,9 % d'actifs (72,4 % ayant un emploi et 3,4 % de chômeurs) et 24,1 % d'inactifs,. En  2018, le taux de chômage communal (au sens du recensement) des 15-64 ans est inférieur à celui de la France et du département, alors qu'en 2008 la situation était inverse.
La commune fait partie de la couronne de l'aire d'attraction d'Aurillac, du fait qu'au moins 15 % des actifs travaillent dans le pôle,. Elle compte 21 emplois en 2018, contre 16 en 2013 et 16 en 2008. Le nombre d'actifs ayant un emploi résidant dans la commune est de 22, soit un indicateur de concentration d'emploi de 94,9 % et un taux d'activité parmi les 15 ans ou plus de 52,3 %.
Sur ces 22 actifs de 15 ans ou plus ayant un emploi, 12 travaillent dans la commune, soit 55 % des habitants. Pour se rendre au travail, 63,6 % des habitants utilisent un véhicule personnel ou de fonction à quatre roues, 13,6 % s'y rendent en deux-roues, à vélo ou à pied et 22,7 % n'ont pas besoin de transport (travail au domicile).

### Activités hors agriculture
14 établissements sont implantés  à Labastide-du-Haut-Mont au 31 décembre 2019.
Le secteur de l'industrie manufacturière, des industries extractives et autres est prépondérant sur la commune puisqu'il représente 71,4 % du nombre total d'établissements de la commune (10 sur les 14 entreprises implantées  à Labastide-du-Haut-Mont), contre 14 % au niveau départemental.

### Agriculture
|               | 1988 | 2000 | 2010 | 2020 |
| ------------- | ---- | ---- | ---- | ---- |
| Exploitations | 17   | 12   | 10   | 7    |
| SAU (ha)      | 563  | 480  | 512  | 585  |

La commune est dans le Segala », une petite région agricole occupant la frange est du département du Lot. En 2020, l'orientation technico-économique de l'agriculture  sur la commune est l'élevage bovin, orientation mixte lait et viande. Sept exploitations agricoles ayant leur siège dans la commune sont dénombrées lors du recensement agricole de 2020 (17 en 1988). La superficie agricole utilisée est de 585 ha,,.

## Culture locale et patrimoine

### Lieux et monuments
- L'église de l'Assomption-de-la-Vierge. L'édifice est référencé dans la base Mérimée et à l'Inventaire général Région Occitanie[36]. Un dais de procession et sa statue de la Vierge à l'Enfant sont référencer dans la base Palissy[36].
- on y trouve classés en tant qu'objets au titre des monuments historiques :
  - Deux chapiteaux[37].
  - Statue art populaire : Vierge à l'Enfant[38].
- Table d'orientation : altitude 788 m. Établie au sommet du bourg, elle indique les directions vers le nord, l'est et le sud. La vue est dégagée principalement vers le nord-est (monts du Cantal). On aperçoit également les Monédières et le plateau de Millevaches au nord. La table d'orientation stipule que certains sommets des Pyrénées sont visibles au sud, mais une haie de résineux obstrue cette direction.

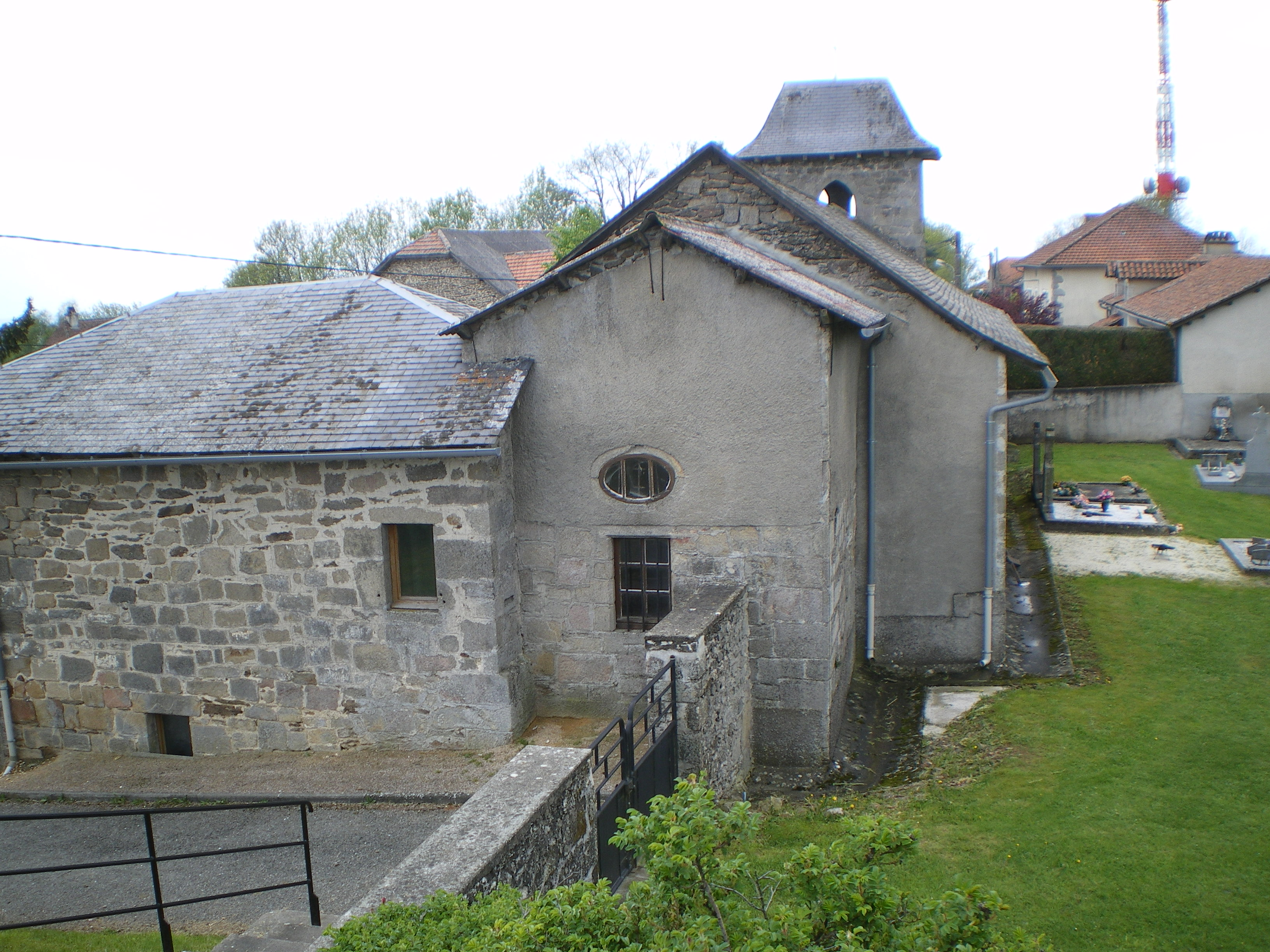
Vue de Labastide-du-Haut-Mont depuis la table d'orientation.
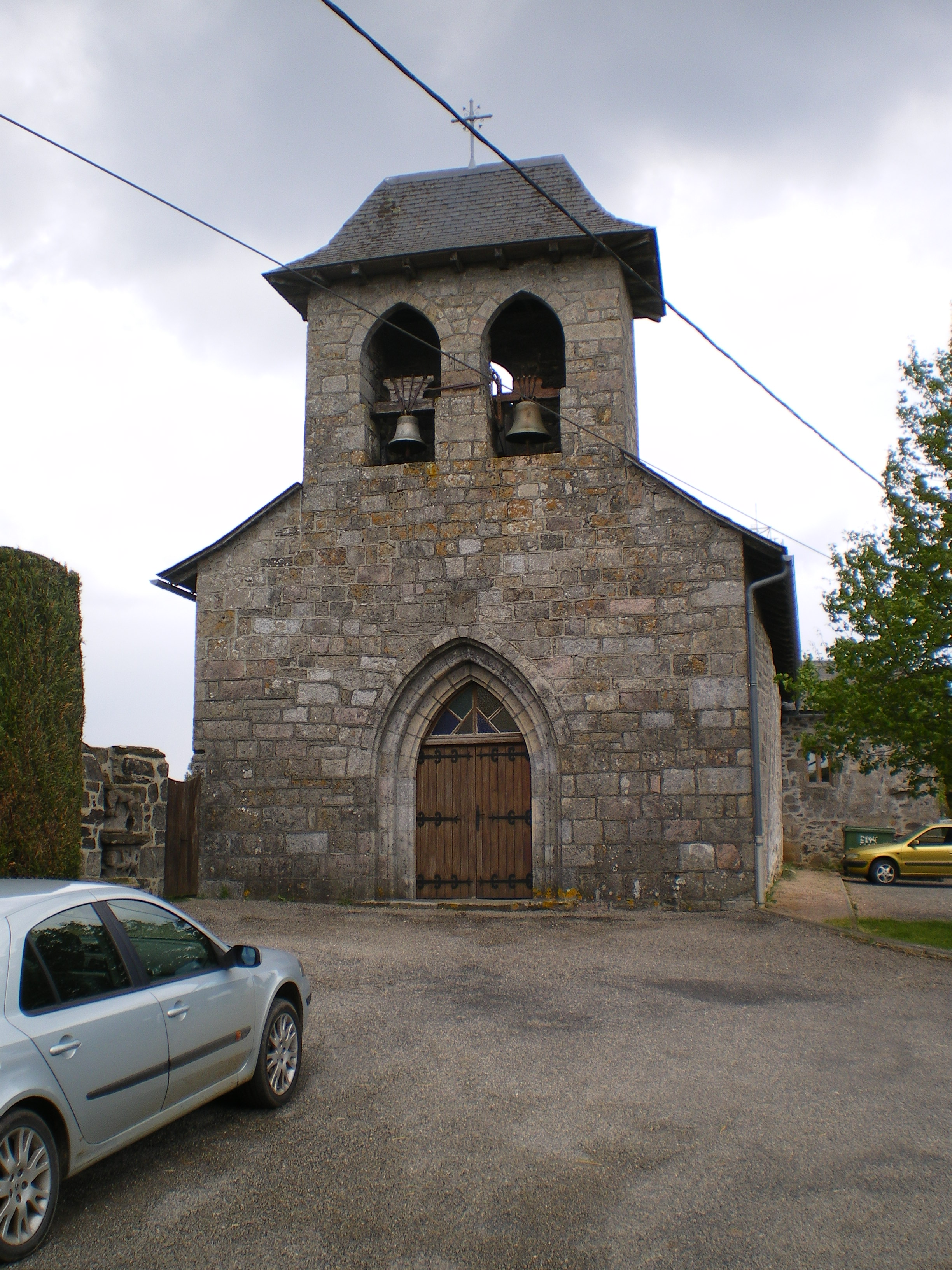
L'église du village.

### Personnalités liées à la commune
- Gaston Monnerville (1897-1991), président du Sénat et maire de Saint-Céré inaugura, en 1959 le premier relais-émetteur de télévision d'Aurillac érigé à Labastide-du-Haut-Mont.